# Flaschenkürbis

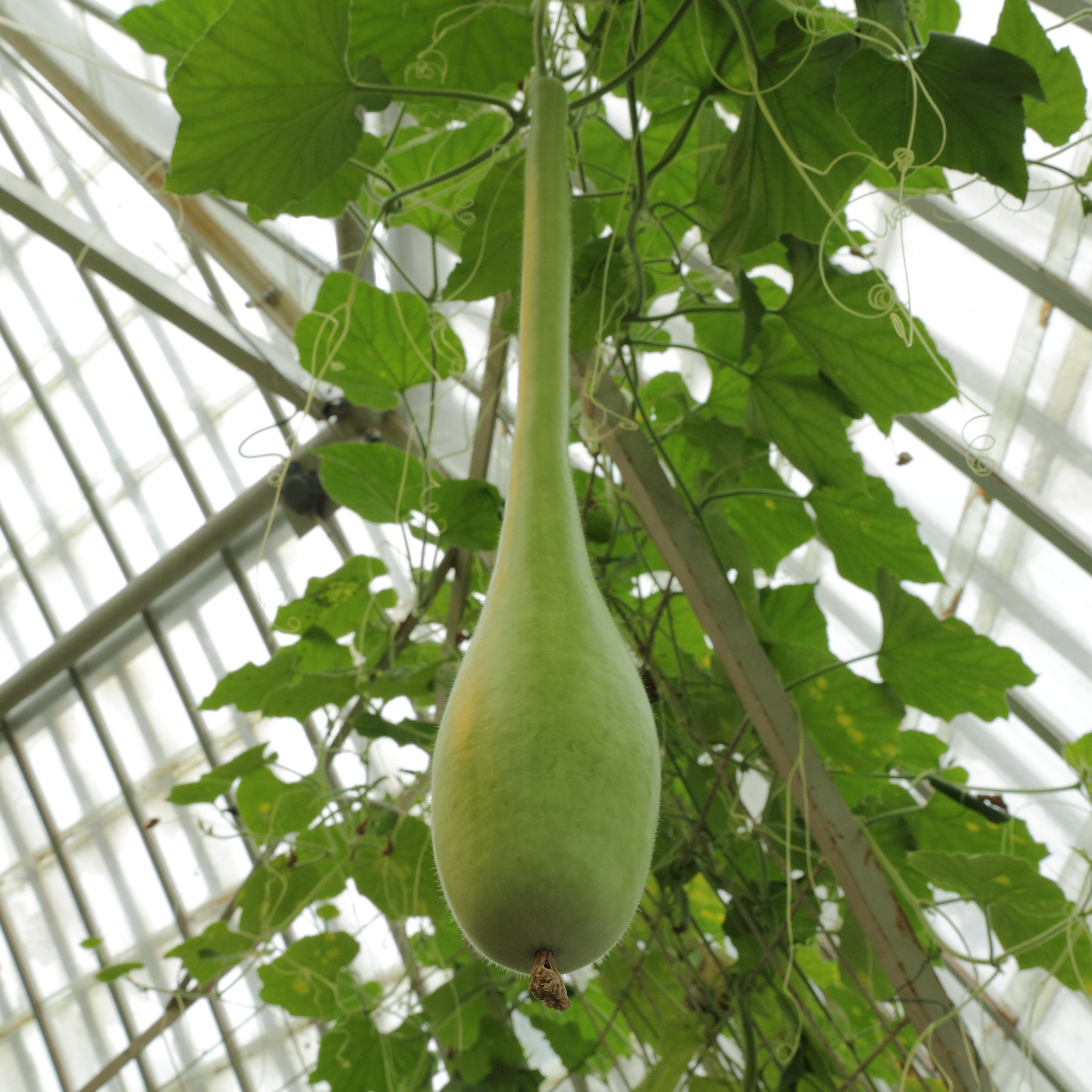
Flaschenkürbis (Lagenaria siceraria)

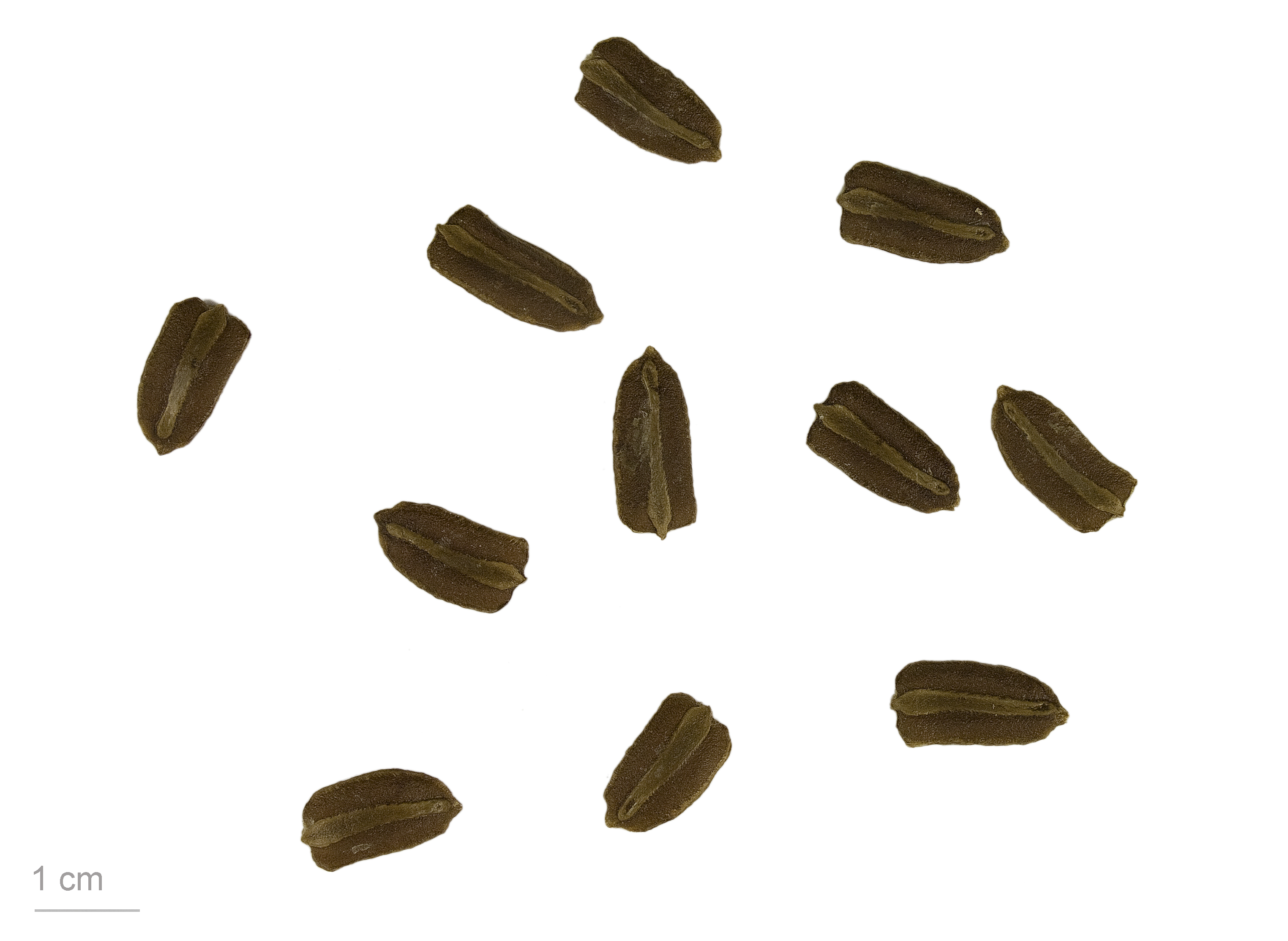
Samen von Lagenaria siceraria var. peregrina

Der Flaschenkürbis (Lagenaria siceraria; Synonym: Lagenaria vulgaris) ist eine Pflanzenart aus der Familie der Kürbisgewächse. Er gehört zu den ältesten Kulturpflanzen der Welt und wurde 2002 zum Gemüse des Jahres gewählt.

## Beschreibung
Der Flaschenkürbis ist eine einjährige Kletterpflanze. Die Sprosse werden über 10 Meter lang. Die Sprossachse ist kantig. Die Ranken sind zweiteilig. Die Blätter sind groß, herzförmig und auf beiden Seiten dicht behaart. Ihr Geruch wird als unangenehm bezeichnet. An der Übergangsstelle vom Stiel in die Blattspreite sitzen zwei Sekretdrüsen. 
Der Flaschenkürbis ist eine einhäusig getrenntgeschlechtige Art (monözisch). Die kultivierten Sorten haben große, weiße einzeln stehende Blüten mit langen Blütenstielen. Die Blüten öffnen sich während der Nacht und werden wahrscheinlich durch Motten bestäubt, möglicherweise auch durch Gurkenkäfer (Diabrotica, Acalymma) und andere Insekten.

### Früchte
Die Früchte besitzen eine große Vielfalt an Formen und Größe: die Form reicht von breit, kugelig, birnförmig, keulenförmig, kellenförmig bis zylindrisch. Die kleinsten Sorten haben einen Durchmesser von fünf Zentimetern, die größten können drei Meter lang werden. Die Farbe reicht von hellgrün mit weißen Sprenkeln bis zu weiß, wobei die Rinde im Alter hellbraun wird. Junge Früchte sind behaart, zur Reife werden sie kahl. Die Rinde ist sehr dicht und verholzt, sie ist sehr haltbar und wasserdicht. Das Fruchtfleisch ist in unreifen Früchten weiß und wässrig, zur Reife papieren. Die Samen sind groß, braun, korkig und von eigentümlicher, gefurchter Gestalt.

### Chromosomenzahl
Die Chromosomenzahl beträgt 2n = 22.

## Inhaltsstoffe
Die Zusammensetzung des essbaren Anteils der Frucht ist durchschnittlich: 96,1 % Wasser, 0,6 % Fasern, 0,2 % Protein, 0,1 % Fett, 2,5 % Kohlenhydrate, 0,5 % Mineralstoffe.

## Verbreitung
Das Ursprungsgebiet der Art wird in Afrika vermutet, wo auch die anderen Arten der Gattung Lagenaria vorkommen. Speziell wird Simbabwe als Heimat genannt. Der Flaschenkürbis ist pantropisch verbreitet. Dazu haben wahrscheinlich seine Früchte beigetragen, die ein Jahr lang in Salzwasser schwimmen können, ohne dass die Samen an Keimfähigkeit einbüßen.

## Systematik
Innerhalb der Art werden zwei Unterarten unterschieden:
- Lagenaria siceraria subsp. siceraria umfasst die afrikanischen und amerikanischen Sorten und Landrassen.
- Lagenaria siceraria subsp. asiatica (Kobiakova) Heiser umfasst die asiatischen und ozeanischen Formen.

## Geschichte

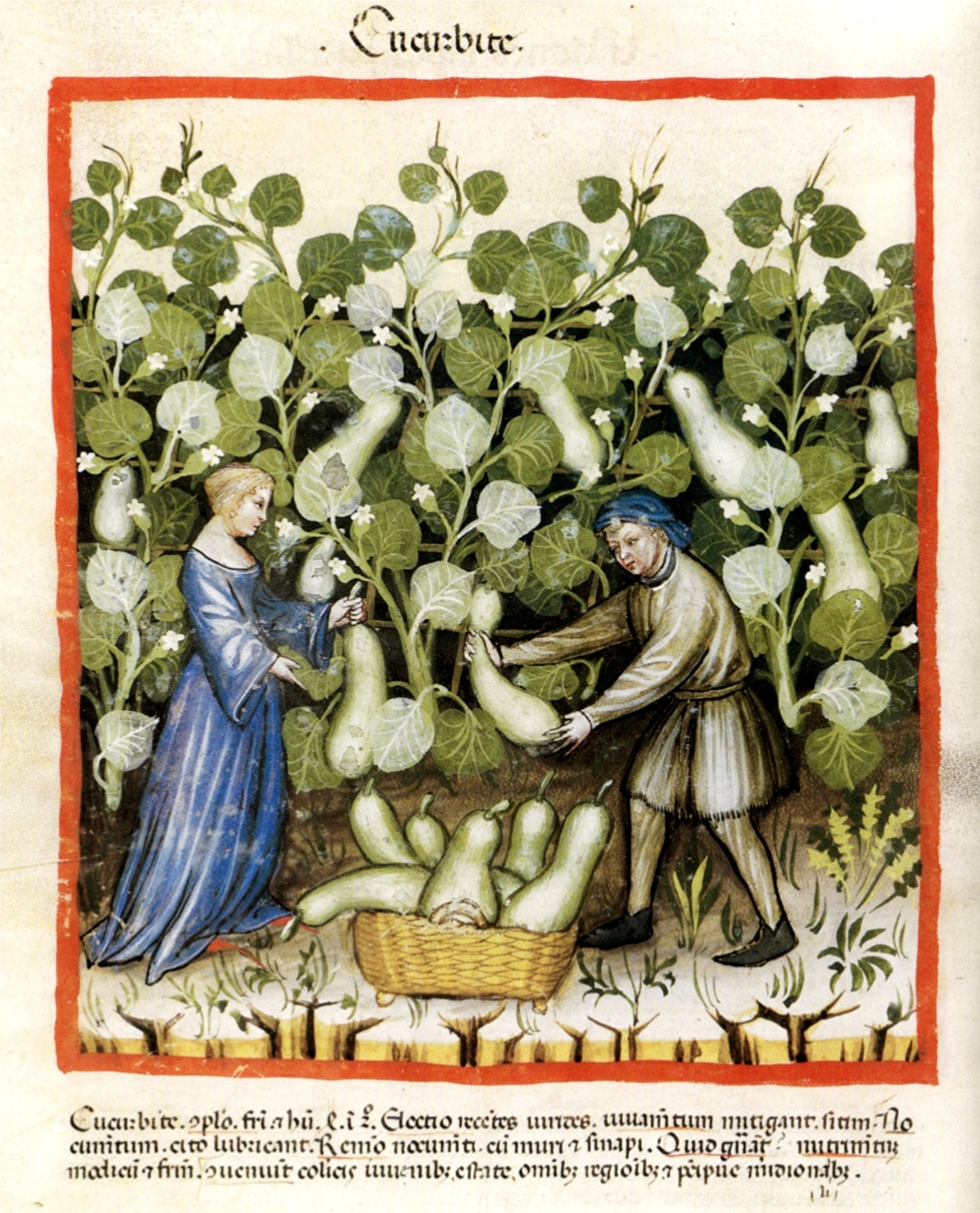
Miniatur aus dem Tacuinum Sanitatis (um 1390, Cod. Vindob. S. n. 2644) fol. 22 verso

Der Flaschenkürbis ist mehrfach unabhängig voneinander domestiziert worden. In Amerika wurde er bereits 7000 v. Chr. genutzt, die ältesten Funde stammen aus Mittelamerika. Nach einer ersten Studie zur aDNA im Jahre 2005 wurde die Herkunft amerikanischer Exemplare durch Einfuhr aus Asien als sehr wahrscheinlich bezeichnet. Dem stand entgegen, dass es auf dem angenommenen Landweg über die spätglaziale Beringlandbrücke keinerlei archäologische Hinweise entlang der Einwanderungsroute gab. 
Im Jahre 2014 kam eine erweiterte Studie zu dem Schluss, dass die Untersuchung der DNA auf die Herkunft amerikanischer Exemplare aus Afrika weist. Die transatlantische Drift von Afrika nach Mittel- und Südamerika wurde mit mindestens neun Monaten veranschlagt, jedoch infolge der Meeresströmungen als plausibel beschrieben. Die Keimfähigkeit bleibt dabei bis zu einem Jahr lang erhalten, so dass von einer natürlichen Verbreitung der aus Afrika angeschwemmten Flaschenkürbisse in küstennahen Regionen Mittel- und Südamerikas ausgegangen wird.
Folgende Fundstellen weisen mittels Radiokohlenstoffdatierung ermittelte Alter für früheste Flaschenkürbisse auf:
- Guila Naquitz (Mexico), 10,000–9000 Before Present (BP), entspricht 7973-6808 cal Before Christ (BC)
- Awatsu-kotei (Japan), 9600 BP
- Quebrada Jaguay (Peru), 8400 BP
- Windover Bog (Florida, US), 8100 BP
- Coxcatlan Cave (Mexico), 7200 BP (5248-5200 cal BC)
- Paloma (Peru), 6500 BP
- Torihama (Japan), 6000 BP
- Shimo-yakebe (Japan), 5300 cal BP
- Sannai-Maruyama (Japan), associated date 2500 BC
- Te Niu (Easter Island), Pollen, AD 1450

In Ägypten wurde er spätestens 2500 v. Chr. genutzt. Von Afrika aus kam der Flaschenkürbis auch ins europäische Mittelmeergebiet.
Diokles von Karystos (4. Jh. v. Chr.) schreibt, dass die besten Flaschenkürbisse in der Umgebung von Magnesia (Landschaft im Osten Thessaliens) wüchsen, überdies sei er „rund und von riesigem Ausmaß, süß und gut bekömmlich“ (Athen. II 59a). Ansonsten hatten sich im griechischsprachigen Raum regionale Sonderbezeichnungen herausgebildet: Euthydemos (2. Jh. v. Chr.), Arzt und Schriftsteller, spricht in seinem Buch „Über Gemüsepflanzen“ über den „indischen Flaschenkürbis“, weil sein Same aus Indien stamme (Athen. II 58f). Der Flaschenkürbis wurde von den Römern cucurbita genannt, ein Name, der später auf die Gattung der Kürbisse überging. Plinius der Ältere nennt vor allem die Nutzung als Gefäß. Im Mittelalter wurde er in weiten Teilen Europas als Gemüse gezogen, wurde jedoch später von den Kürbissen verdrängt.

## Anbau
Der Flaschenkürbis wird vorwiegend in sonnigen, halbtrockenen Tieflagen angebaut, kann aber auch in den feuchten Tropen auf gut entwässernden Böden gezogen werden. Sorten mit langen, dünnen Früchten werden auf Spalieren gezogen, nicht jedoch solche mit schweren Früchten. In Trockenperioden muss bewässert werden. 
Junge Früchte können in bestimmte Formen gezogen werden, auch Knoten sind möglich. Unreife Früchte werden 60 bis 90 Tage nach der Aussaat geerntet. Sollen die Früchte ausreifen, bleiben sie mindestens einen Monat länger an der Pflanze. Durchschnittliche Erträge liegen bei rund 25 Tonnen pro Hektar. 
Krankheiten und Schädlinge sind meist wenig bedeutend. Viren und Echter Mehltau können eine Rolle spielen, Anthraknose ist besonders in Indien von Bedeutung. 
In Österreich wird bzw. wurde er in den Weinbaugebieten angebaut, wo die getrockneten reifen Früchte als Weinheber benutzt wurden.

## Nutzung

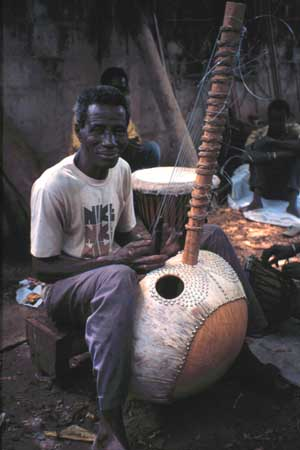
Verwendung als Musikinstrument (Kora)

Die unreifen Früchte werden vielfach gekocht als Sommergemüse verwendet, beispielsweise in Indien, Italien und China. Sie werden auch in Currys verwendet. In Japan wird das Fruchtfleisch von Lagenaria siceraria var. hispida (japanisch 夕顔, yūgao) in Streifen geschnitten, getrocknet und als essbare Hülle, Kanpyō genannt, in Gerichten wie Nimono oder Aemono und mariniert in Dashi, Zucker und Mirin für Sushi verwendet. Sprossspitzen werden etwa in China und Italien verwendet. Die Samen werden gemahlen zu einer Art vegetabilem Topfen (Quark) verarbeitet.

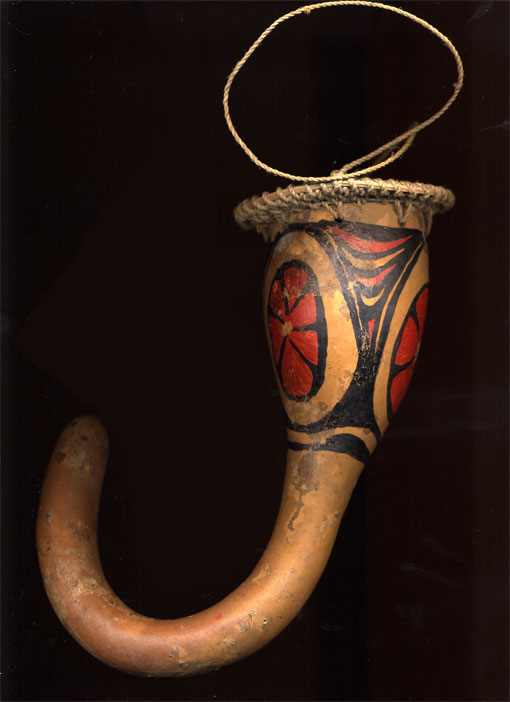
Penisfutteral als Souvenir

Die reifen Früchte wurden und werden als Gefäße zum Aufbewahren von Nahrung verwendet (Kalebasse). Da sie wasserdicht sind, werden auch Flüssigkeiten darin aufbewahrt. In Kenia werden sie von den Massai als Melkeimer verwendet. In China wurden früher kleine Flaschenkürbisse als „Terrarien“ für Grillen genutzt, weiter verbreitet war die Nutzung als Vogelhaus. In Neuguinea, Südamerika und Afrika wurden Flaschenkürbisse als Penisfutterale verwendet. In mehreren Gebieten unabhängig entstand die Tradition, Flaschenkürbisse mit Schnitzereien zu verzieren. Die Tradition der Inka wird heute noch in Peru (als Mate burilado) fortgeführt: die Kürbisoberfläche wird mit glühenden Holzstäben unterschiedlich stark gebräunt. Helle Töne werden durch Ausschnitzen erreicht. 
Der Flaschenkürbis wird verbreitet auch zum Bau von Musikinstrumenten genutzt. Dazu gehören Saiteninstrumente wie Kora, Sitar, Berimbau und Gefäßrasseln wie Maracas und Shékere, häufig auch Mundorgeln (etwa die Hulusi). In West-Ungarn wurde das verschwundene Doppelrohrblattinstrument Töröksíp von dudelsackartigem Klang unter dem Namen regössíp teilweise aus dem Flaschenkürbis gebaut.

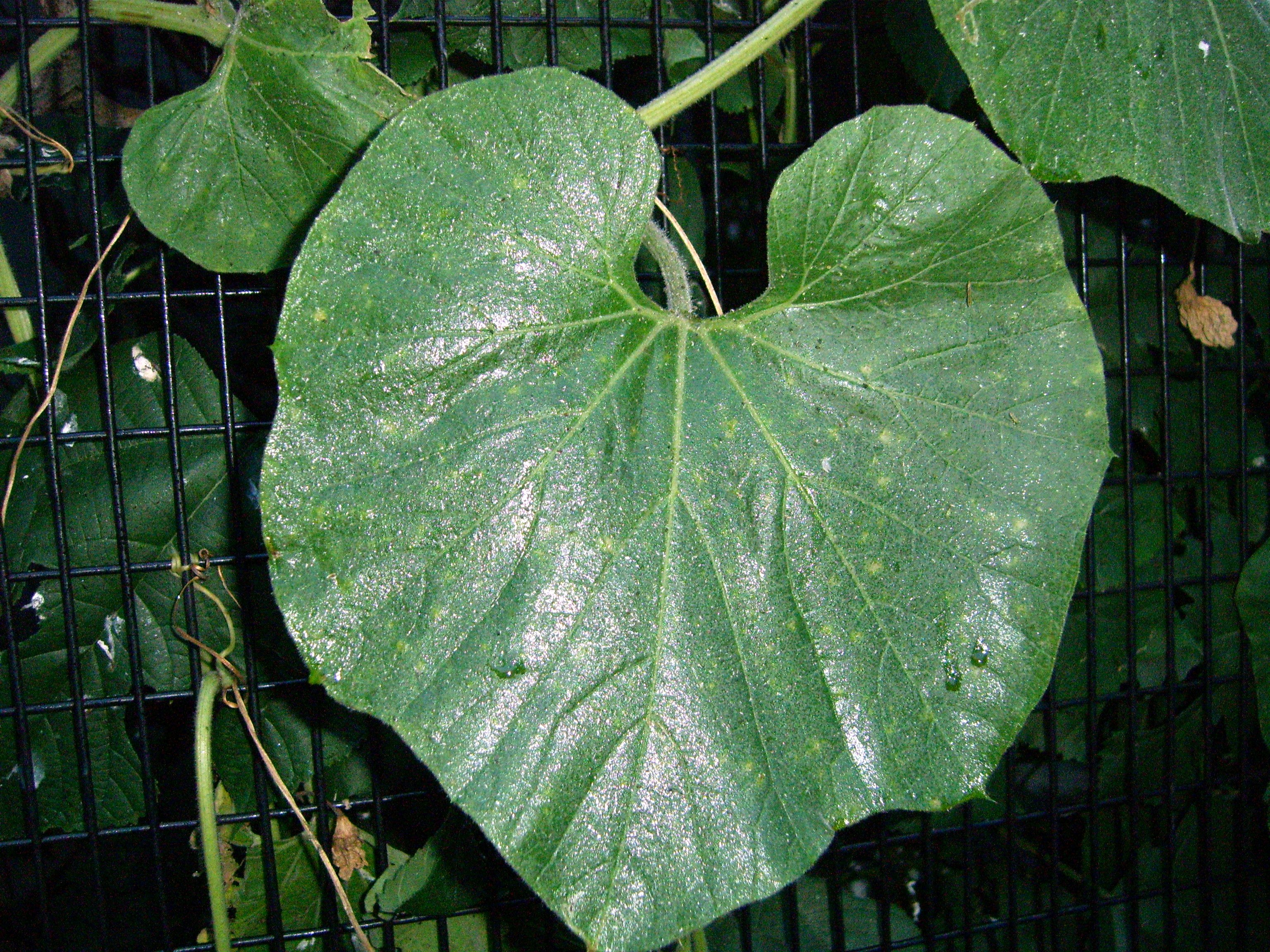
Die ausgekochten und mit Zucker vermischten Blätter werden in Indien gegen Gelbsucht verwendet.

Der Flaschenkürbis hatte lange eine wichtige Bedeutung in der Kräutermedizin, besonders in Asien. Die reifen Früchte werden als Diuretikum, Emetikum und Antipyretikum verwendet. Blätter, Samen und Blüten wurden in den ganzen Tropen zu verschiedensten Heilzwecken eingesetzt. Guha und Sen nennen darüber hinaus folgende Anwendungsgebiete: Verbrennungen, Gelbsucht und als Abführmittel.
Die gelegentlich anzutreffende Meinung, dass der Flaschenkürbis (Lagenaria siceraria) empfängnisverhütend sei, trifft nicht zu. Die Meinung beruht auf einer Verwechslung mit der verwandten Art Lagenaria breviflora. Für letztere wurde in wissenschaftlichen Studien nachgewiesen, dass sie die Einnistung der befruchteten Eizelle hemmt.
In der Türkei wird der Flaschenkürbis zur dekorativen Lampenherstellung kabak lamba genutzt.

## Trivialnamen
Für den Flaschenkürbis bestehen bzw. bestanden neben Kürbis (von mittelhochdeutsch kürbiz) auch die weiteren deutschsprachigen Trivialnamen Herkuleskeule, Hiewerkerbes (Siebenbürgen), Jonaskürbis, Keulenkürbis, Trompetenkürbis und Zähkerbes (Siebenbürgen). Siehe auch Kürbisse#Der Kürbis in deutschsprachigen Trivialnamen.